# 3697 Guyhurst
3697 Guyhurst (1984 EV) là một tiểu hành tinh vành đai chính được phát hiện ngày 6 tháng 3 năm 1984 bởi Bowell, E. ở Flagstaff (AM).